# Zacarias Kamwenho
Zacarias Kamwenho (ur. 5 września 1934 w Chimbundo) – angolski duchowny rzymskokatolicki, arcybiskup.

## Biografia
9 czerwca 1961 został wyświęcony na kapłana, a 26 sierpnia 1974 Paweł VI mianował go na biskupem pomocniczym Luandy i przydzielił mu stolicę tytularną Tabla. 23 listopada 1974 otrzymał święcenia biskupie. 10 sierpnia 1975 wyznaczony na biskupa Novo Redondo. 3 marca 1995 został wyznaczony arcybiskupem koadiutorem Lubango, a 15 stycznia 1997 objął rządy nad archidiecezją. 5 września 2009 przeszedł na emeryturę. W 2001 został laureatem Nagrody Sacharowa.